# Loet Geutjes
Louis ("Loet") Geutjes (Amersfoort, 12 augustus 1943) is een voormalig Nederlandse waterpolospeler en zwemcoach.
Geutjes nam eenmaal deel aan de Olympische Spelen, in 1968. Hij eindigde met het Nederlands team op de zevende (1968) plaats. Geutjes speelde negen wedstrijden tijdens het toernooi en wist één keer te scoren. In de competitie kwam hij uit voor Neptunus uit Amersfoort en later voor AZ&PC uit Amersfoort.
Na zijn actieve waterpolo-carrière is Loet Geutjes bekend zwemtrainer geworden. Eerst bij AZ&PC uit Amersfoort, later bij De Otters Het Gooi in Bussum. Hij trainde verschillende internationale zwemmers waaronder de zusjes Mildred en Marianne Muis en Chantal Groot.
Bart Bongers · 
Fred van Dorp · 
Loet Geutjes · 
André Hermsen · 
Wim Hermsen · 
Hans Hoogveld · 
Evert Kroon · 
Ad Moolhuijzen · 
Hans Parrel · 
Nico van der Voet · 
Feike de Vries · 
Hans Wouda